# Щигрівська сільська рада
Щигрі́вська сільська рада (рос. Щигровский сельский совет) — сільське поселення у складі Мокроусовського району Курганської області Росії.
Адміністративний центр — село Щигри.
Населення сільського поселення становить 393 особи (2017; 456 у 2010, 485 у 2002).

## Склад
До складу сільського поселення входять:
| Населений пункт     | Населення, осіб (2002) | Населення, осіб (2010) |
| ------------------- | ---------------------- | ---------------------- |
| Курська, присілок   | 118                    | 109                    |
| Фатежська, присілок | 231                    | 226                    |
| Щигри, село         | 136                    | 121                    |